# Dikning
Dikning är en vattenverksamhet som syftar till att leda bort överflödigt vatten från mark. Dikning omfattar flera hydrologiska begrepp för att tillgodose dikningsbehovet.
- Markavvattning genom utdikning och torrläggning av våtmarker, sumpskogar och sjösänkningar.
- Underhållsrensning av existerande öppna diken till befintligt djup.
- Tillfällig skyddsdikning på kalhyggen och planteringar i skogsbruket.
- Täckdikning på befintlig åkermark med täckdike.

Dikning används vid dränering för att leda bort oönskat grundvatten, ytvatten och dagvatten.